# Maria Teresa Torti
Maria Teresa Torti (Quargnento, 3 gennaio 1951 – Genova, 16 ottobre 2001) è stata una sociologa italiana.
È stata docente di Sociologia dei processi culturali alla Facoltà di Scienze della Formazione dell'Università di Genova.
Il suo libro "Il lavoro dopo la laurea" edito da Sagep ha, tra i primi, affrontato il complesso tema del rapporto tra cultura e lavoro, attraverso un'analisi circostanziata e documentata condotta Facoltà per Facoltà.  
Ha dedicato saggi e interventi al fenomeno del "popolo della notte", esaminando approfonditamente le forme di comunicazione che sorgono nei luoghi di incontro giovanile. 
A M.T. Torti si deve un appassionato percorso di ricerca che l'ha portata a confrontarsi con i complessi fenomeni sociali che ha incontrato nel corso della sua breve ed intensa vita. In particolare M.T. Torti ha condotto le sue indagini privilegiando tecniche e strumenti di tipo qualitativo (o non standard), ad attestare la sua volontà di conoscere approfonditamente i vari 'universi' da lei studiati.

## Libri
- Lavoro e nocività, Ghiron, 1978
- Essere insegnanti oggi, Angeli, 1981
- Giovani, scuola e lavoro, Primar, 1984
- Il lavoro dopo la laurea, Sagep, 1989
- In cerca di lavoro, Marietti, 1990
- Stranieri in Liguria, Marietti, 1992
- Abitare la notte. Attori e processi nei mondi delle discoteche, Costa e Nolan, Genova 1997.
- L'officina dei sogni: Arte e Vita nell'Underground, Costa e Nolan, Genova, 1994

| Controllo di autorità | VIAF (EN) 11118642 · ISNI (EN) 0000 0000 6161 3506 · SBN CFIV040290 · LCCN (EN) n79035111 |